# Карпово (Юхновський район)
Карпово (рос. Карпово) — присілок в Юхновському районі Калузької області Російської Федерації.
Населення становить 0 осіб. Входить до складу муніципального утворення Присілок Риляки.

## Історія
Від 2004 року входить до складу муніципального утворення Присілок Риляки

## Населення
| 2010 |
| ---- |
| 0    |